# 北森武彦
北森武彦（日语：／，1955年6月1日—），日本化學家，瑞典皇家科学院院士，現任國立清華大學玉山榮譽講座教授，曾任東京大學副校長、特聘教授 。

## 生平
北森武彥於1980年3月東京大學教養學部基礎科學系畢業，同年就任日立製作所研究員，於1989年取得東京大學工學博士學位後，同年轉任母校擔任工學部助手，並於1990年升任講師，1991年升任助教授，1998年升任教授，後於2012年4月至2014年3月間出任東京大學副校長，2020年2月轉任國立清華大學玉山榮譽講座教授。
此外，北森武彥亦於2006年4月至2008年間擔任日本分析化學會副會長，2006年獲得日本化學會學術獎，2015年獲得隆德大学榮譽博士學位，2020年9月獲選為瑞典皇家科學院外籍院士。